# Emilio Di Fulvio
Emilio Di Fulvio (nacido en Carreras, Provincia de Santa Fe el 17 de mayo de 1995) es un futbolista argentino. Iniciò su carrera deportiva en el Club Atlético Rosario Central, desempeñándose en el puesto de guardameta. Actualmente juega en el Club Atlético Colegiales de Munro, que milita en la Primera B Nacional.

## Carrera
Se desempeña como arquero y se inició en Rosario Central; desde la novena división en el año 2009, pasó por todos los divisiones de la Academia. Jugó varios partidos en la reserva en donde salió campeón del torneo de reserva como arquero suplente remplazando a su compañero Jeremías Ledesma, arquero titular de la reserva y tercero del plantel profesional. Para la temporada 2016-17 fue cedido a préstamo a Douglas Haig, equipo con el que disputó el certamen de la Primera B Nacional.
En el año 2017 retorna a su club de origen y vuelve a ser suplente de Jeremías Ledesma, conformando así otra vez el plantel de reserva de Rosario Central. Ese mismo plantel disputó la Copa Santa Fe 2017 y termina consagrándose campeón.
En el año 2018 es parte del equipo de primera nuevamente como suplente, pero más tarde debuta oficialmente como arquero titular del primer equipo de Rosario Central. Fue frente a Patronato en el partido en que su equipo sufrió una goleada por 3 a 0 en contra.
En 2023 fue presentado como nuevo refuerzo del Club Atlético Sarmiento de Resistencia, Chaco, para la temporada 2023 del Torneo Federal A, sustituyendo al emigrado arquero titular Lisandro Mitre.

## Clubes
| Club                   | País      | Año       | PJ | Goles |
| ---------------------- | --------- | --------- | -- | ----- |
| Rosario Central        | Argentina | 2014-2016 | 0  | 0     |
| Douglas Haig           | Argentina | 2016-2017 | 3  | 0     |
| Rosario Central        | Argentina | 2017-2018 | 0  | 0     |
| Mitre (SE)             | Argentina | 2018-2020 | 2  | 0     |
| Gimnasia y Esgrima (J) | Argentina | 2020-2022 | 9  | 0     |
| Sarmiento (R)          | Argentina | 2023      | 29 | 0     |
| Colegiales             | Argentina | 2024      | 29 | 0     |

## Palmarés
| Competición   | Club            | País      | Año  |
| ------------- | --------------- | --------- | ---- |
| Copa Santa Fe | Rosario Central | Argentina | 2017 |